# Schilleriella
Schilleriella is een geslacht van vliesvleugeligen uit de familie Encyrtidae. De wetenschappelijke naam van dit geslacht is voor het eerst geldig gepubliceerd in 1946 door Ghesquière.

## Soorten
Het geslacht Schilleriella omvat de volgende soorten:
- Schilleriella brevipterus Xu, 2005
- Schilleriella pulchra (Girault, 1932)